# Kajrakovo
Kajrakavo (orosz betűkkel: Кайраково, baskír nyelven: Ҡайраҡ) falu Oroszországban, a Baskír Köztársaságban, a Miskinói járásban.

## Népesség
- 2002-ben 571 lakosa volt, melynek 98%-a mari.
- 2010-ben 585 lakosa volt.